# Radiotelescópio da Sardenha
O Radiotelescópio da Sardenha (SRT) é um radiotelescópio grande e totalmente orientável concluído em 2011, perto de San Basilio, província de Cagliari na Sardenha. É uma colaboração entre o Istituto di Radioastronomia di Bologna, o Observatório Cagliari (Cagliari) e o Observatório Astrofísico Arcetri (Florença).
Os principais pontos técnicos são: 
- Um espelho primário de 64 metros com um secundário de 7,9 metros;
- Uma configuração gregoriana com superfícies modeladas;
- Uma superfície ativa: espelho primário ajustável com 1.116 atuadores;
- 0,3-115 GHz de cobertura de frequência contínua;
- Três pontos focais principais: Guia Primário, Gregoriano e de Ondas de Feixe;
- Precisão da superfície primária: ≈150 μm RMS
- Eficiência máxima da antena: ≈60%
- Precisão de apontamento (RMS): 2–5 arcseg